# Codardia

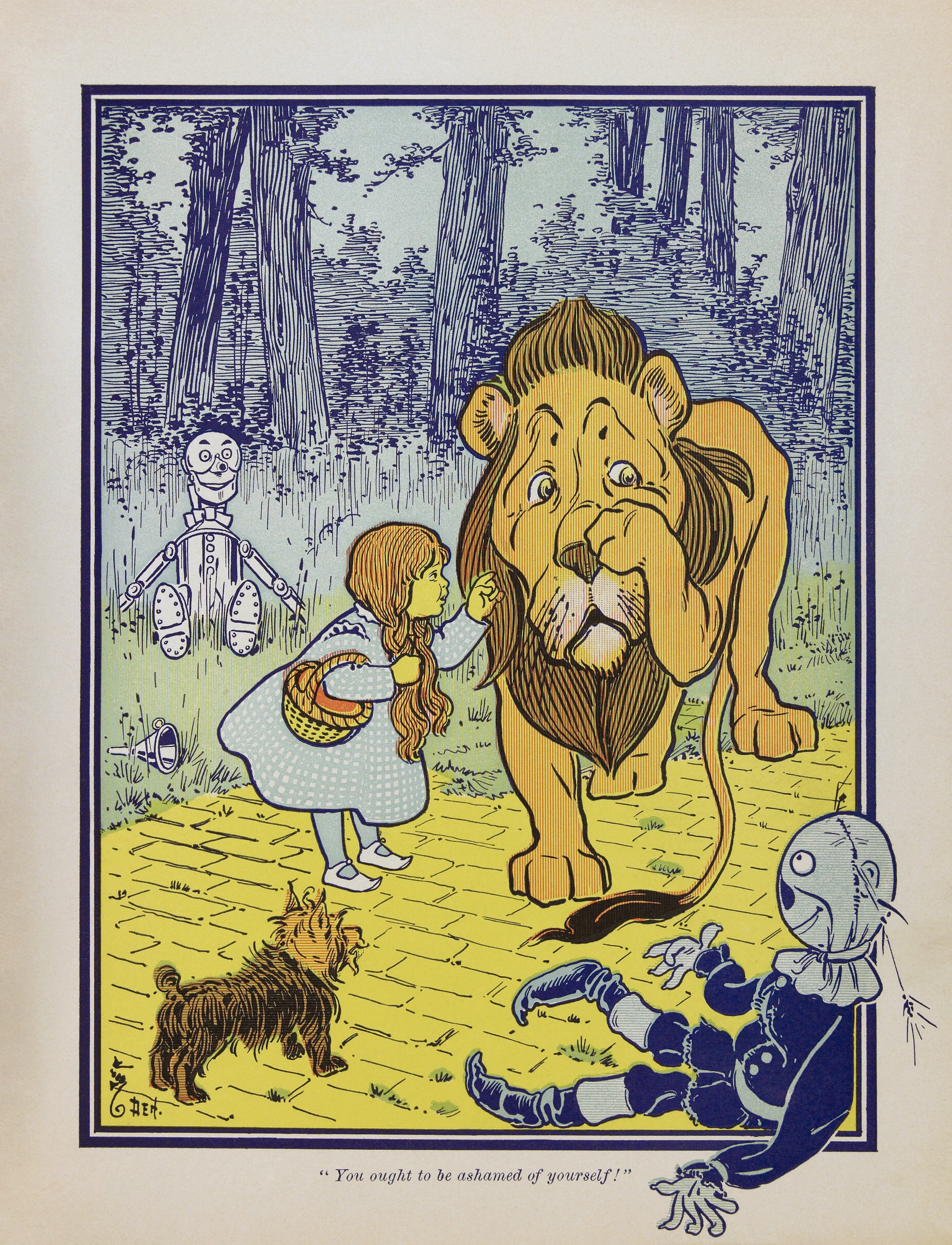
Illustrazione di William Wallace Denslow raffigurante il leone codardo de Il meraviglioso mago di Oz

La codardia, anche conosciuta come pavidità, vigliaccheria, viltà e pusillanimità, è una caratteristica propria di chi, per troppa paura e mancanza di coraggio, si sottrae al pericolo venendo meno alle sue responsabilità. Solitamente, la codardia è stigmatizzata e considerata un difetto caratteriale all'interno di molte società.

## Etimologia e storia
La parola "codardo" contiene la radice latina "coda" e proviene dal francese antico couard, quest'ultimo un termine che veniva usato durante il Medioevo per indicare il falco cacciatore che tiene la coda bassa. Storicamente, il termine "codardo" veniva utilizzato per riferirsi ai soldati che rimanevano in coda alla fila o nelle retrovie per evitare di combattere il nemico.

## Legge militare
Il codice di giustizia militare considera atti di codardia la fuga da una situazione di pericolo, la resa al nemico senza permesso e ogni forma di diserzione. Tali gesti vengono a talvolta puniti severamente con pene che spaziano dalle pene corporali alla condanna a morte. Nel caso del codice penale militare di pace italiano, è presente una sola disposizione inerente agli atti di vigliaccheria: